# 영황
정안친왕(定安親王, 1728년 7월 5일 ~ 1750년 4월 21일)은 중국 청나라 제6대 황제 건륭제(乾隆帝)의 장남(長男)이자 서자(庶子)이며 청나라 제7대 황제 가경제(嘉慶帝)의 이복 형이고 이름은 아이신줴뤄 융황(愛新覺羅 永璜, 애신각라 영황)이다.

## 생애
부황 건륭제 시대에는 일찍이 친왕 작위에 책봉되었으나 병약하여 향년 22세의 젊은 나이로 훙서(薨逝)하였다.

## 같이 보기
- 각혜황귀비
- 철민황귀비
- 순혜황귀비